# Marégraphe-Insel
Die Marégraphe-Insel (französisch Île du Marégraphe) ist eine kleine Felseninsel vor der Küste des ostantarktischen Adélielands. Sie liegt 80 m westlich des nördlichen Endes der Carrel-Insel im Géologie-Archipel.
Französische Wissenschaftler kartierten sie im Verlauf einer von 1949 bis 1951 dauernden Forschungsreise und benannten sie nach einem von ihnen auf der Insel installierten Mareografen zur Aufzeichnung des Tidenhubs.